# Hagelsjön
Hagelsjön är en sjö i Falu kommun och Säters kommun i Dalarna och ingår i Dalälvens huvudavrinningsområde. Sjön är 14,5 meter djup, har en yta på 0,251 kvadratkilometer och är belägen 129 meter över havet.

## Delavrinningsområde
Hagelsjön ingår i det delavrinningsområde (670649-149975) som SMHI kallar för Namn saknas. Medelhöjden är 148 meter över havet och ytan är 3,24 kvadratkilometer. Det finns inga avrinningsområden uppströms utan avrinningsområdet är högsta punkten. Vattendraget som avvattnar avrinningsområdet har biflödesordning 3, vilket innebär att vattnet flödar genom totalt 3 vattendrag innan det når havet efter 220 kilometer. Avrinningsområdet består mestadels av skog (53 procent) och jordbruk (17 procent). Avrinningsområdet har 0,25 kvadratkilometer vattenytor vilket ger det en sjöprocent på 7,6 procent.